# Канэмаки-рю
Канэмаки-рю (яп. 鐘捲流 ) — древняя школа кэндзюцу, классическое боевое искусство Японии, основанное в конце XVI или начале XVII веков мастером по имени Канэмаки Дзисай.

## История
Школа Канэмаки-рю была основана в конце XVI или начале XVII веков мастером по имени Канэмаки Дзисай (яп. 鐘捲自斎, прибл. 1536 — 1615). Дзисай изучал техники школы Тода-рю совместно с Хасэгавой Соки и Ямадзаки Хэйдзаэмоном (все три мастера известны как «три великих фехтовальщика школы Тоды») под руководством Тоды Кагэмаса, после чего основал собственную школу. Канэмаки обучал Ито Иттосая Кагэхиса, основателя школы Итто-рю.